# Provincia de Chota
La provincia de Chota es una de las trece que conforman el departamento de Cajamarca en el norte del Perú, siendo su capital la ciudad de Chota.
Limita por el norte con la provincia de Cutervo, por el este con las provincias de Utcubamba y de Luya (Amazonas), por el sur con las provincias de Hualgáyoc y Santa Cruz, y por el oeste con las provincias de Chiclayo y Ferreñafe (Lambayeque).
Desde el punto de vista jerárquico de la Iglesia católica, forma parte de la prelatura de Chota, sufragánea de la arquidiócesis de Piura.

## Historia
El 6 de febrero de 1821, recibe la categoría de provincia —según Horacio Villanueva— mediante el Estatuto Provisional dado durante el protectorado del libertador José de San Martín.

## Geografía
La provincia tiene una extensión de 3795,10 km².

## Lugares turísticos
La provincia de Chota tiene muchos lugares turísticos, en los que se puede disfrutar plácidamente, así como los deportes de aventura.

## División administrativa
Se divide en diecinueve distritos:
1. Chota
2. Anguía
3. Chadín
4. Chalamarca
5. Chiguirip
6. Chimbán
7. Choropampa
8. Cochabamba
9. Conchán
10. Huambos
11. Lajas
12. Llama
13. Miracosta
14. Paccha
15. Pión
16. Querocoto
17. San Juan de Licupis
18. Tacabamba
19. Tocmoche

## Población
La provincia tiene una población aproximada de 165 000 habitantes ocupando así el tercer puesto en población del departamento de Cajamarca. Los problemas de salud más álgidos son la mortalidad materna y desnutrición crónica.

## Personajes destacados
- Pedro Castillo, presidente del Perú (2021-2022)

## Capital
La capital de la provincia es la ciudad de Chota, tiene una población de 45 000 habitantes, ubicada a 2388 m s. n. m. (plaza de Armas).

## Vías de acceso
Para arribar a Chota desde Lima, se puede utilizar cualquiera de las dos vías que conectan con la capital provincial, desde la ciudad de Chiclayo. El viaje en bus dura en promedio seis horas y por la ciudad de Cajamarca y el viaje dura unas ocho horas en promedio. En la época de invierno, estos tiempos pueden extenderse debido a que las carreteras sufren interrupciones. 
Recuerde que en Chota existen diversos hoteles, servicios de Internet, locutorios, el Hospital José Soto Cadenillas, cajas de ahorro (Caja Piura, Caja Trujillo), la oficina del Banco de la Nación, farmacias y muchos más servicios para hacer de su estadía más placentera y segura.
La provincia de Chota cuenta con diversos atractivos turísticos siendo los más destacados las grutas y el Bosque de Piedras de Negropampa, las cataratas del Condac en el distrito de Tacabamba, las Chullpas de Chetilla y Pacopampa ( Querocoto).

## Festividades
La más destacada es la Fiesta de San Juan Bautista, que se inicia el 14 de junio con las novenas hasta llegar a los días centrales que son el 23 y 24 de junio, con actividades que son realizadas a orillas del río Chótano (San Juan Pampa). Reúne a muchos visitantes procedentes de otras ciudades del país. Se caracteriza porque se realizan corridas de toros en el Coso Taurino El Vizcaíno los días 25, 26 y 27 de junio. Y es considerada la segunda plaza de toros más importante después de la plaza de toros de Acho.

## Autoridades

### Regionales
- Consejeros regionales
  - 2019-2022[4]

  1. Edgar Marco Fernández Mego (Acción Popular)
  2. Óscar Sánchez Ruiz (Alianza para el Progreso)

### Municipales
- 2019-2022[4]
  - Alcalde: Werner Cabrera Campos, de Acción Popular.
  - Regidores:

  1. Humberto Herrera Núñez (Acción Popular)
  2. María Erlita Acuña Estela (Acción Popular)
  3. Arnaldo Guevara Vidarte (Acción Popular)
  4. Hoyler Filmio Tan Cieza (Acción Popular)
  5. Diana Maricel Barboza Gálvez (Acción Popular)
  6. Jorge Leonardo Tantaleán Guerrero (Acción Popular)
  7. Edwin Edilmer Guerrero Vásquez (Acción Popular)
  8. Elmer Adolfo Rodrigo Vásquez (Alianza para el Progreso)
  9. Marco Vásquez Sempertegui (Alianza para el Progreso)
  10. José Carlos Cayotopa Chavarry (Movimiento de Afirmación Social)
  11. Segundo Rosendo Delgado Vásquez (Podemos por el Progreso del Perú)